# Jag lyfter ögat mot himmelen
Jag lyfter ögat mot himmelen är en bön- och tackpsalm, med text av Johan Ludvig Runeberg, 1857. Psalmen infördes i de finländska psalmböckerna 1886, i den finskspråkiga med översättning från 1883, som följdes av flera översättningar.  På finska heter den "Mä silmät luon ylös taivaaseen".  Psalmen finns på två ställen i Svenska kyrkans psalmbok.
Musiken som används i de finländska psalmböckerna och i den finskspråkiga versionen i Sverige är komponerad av Rudolf Lagi 1867. I Svenska kyrkans psalmbok från 1986 används musik komponerad av Oskar Lindberg 1917.

## Publicerad
- Nr 410 i Den finska psalmboken för den evangelisk-lutherska kyrkan i Finland 1886
- Nr 383 i Den svenska psalmboken för evangelisk-lutherska församlingarne i Finland 1886
- Nr 158 i Svensk söndagsskolsångbok 1908 under rubriken "Böne- och lovsånger".i
- Nr 162 i Lilla Psalmisten 1909 under rubriken "Bönesånger".
- Nr 223 i Svensk söndagsskolsångbok 1929 under rubriken "Barndoms- och ungdomstiden".
- Nr 515 i 1937 års psalmbok under rubriken "Barn"
- Nr 477 i Virsikirja, Finlands ev. luth. kyrkas finska psalmbok  1938
- Nr 486 i Finlandssvenska psalmboken 1943
- Nu ska vi sjunga, 1943, under rubriken "Andra vackra sånger och visor".
- Nr 678 i Frälsningsarméns sångbok 1968 under rubriken "Barn och ungdom".
- Nr 490 i Virsikirja, Finlands ev. luth. kyrkas finska psalmbok 1986
- Nr 492 i Finlandssvenska psalmboken 1986 under rubrik "Människans ålder"
- Nr 210 i Svenska kyrkans 1986 års psalmbok, 1986 års Cecilia-psalmbok, Psalmer och Sånger 1987, Segertoner 1988 och Frälsningsarméns sångbok 1990 under rubriken "Bönen"
- Nr 647 i Svenska kyrkans 1986 års psalmbok, som en tvåspråkig psalm i två språkversioner under rubriken "Från Finland".
- Hela familjens psalmbok 2013 som nummer 112 under rubriken "Tillsammans i kyrkan".[7]

### Fotnoter
1. ↑  Sarelin (red), Birgitta (2003). Runeberg i psalmboken. sid. 186. ISBN 951-765-161-9. Läst 12 november 2021
2. ↑  Hallio, Kustaa (1936) (på finska). Suomalaisen virsikirjan virret Alkuperä ja kehitys. sid. 652. Läst 12 november 2021
3. ↑  ”Psalmdiktaren”. I ord, bild och musik. Arkiverad från originalet den 12 januari 2016. https://web.archive.org/web/20160112182905/http://www.runeberg.net/swe/b_7_t.html. Läst 15 januari 2015.
4. ↑  ”490 Mä silmät luon ylös taivaaseen” (på finska). https://virsikirja.fi/virsi-490-ma-silmat-luon-ylos-taivaaseen/. Läst 12 november 2021.
5. ↑  ”Månadens psalm - oktober 2012”. Svenska kyrkan. oktober 2012. Arkiverad från originalet den 13 mars 2016. https://web.archive.org/web/20160313201702/https://www.svenskakyrkan.se/langhem/manadens-psalm---oktober-2012. Läst 15 januari 2015.
6. ↑  Svensk psalmbok för den evangelisk-lutherska kyrkan i Finland, ISBN 951-550-653-0
7. ↑   Hela familjens psalmbok. Örebro: Libris. 2013. Libris 14011849. ISBN 9789173872997